# Phaulopsis semiconica
Phaulopsis semiconica là một loài thực vật có hoa trong họ Ô rô. Loài này được P.G.Mey. miêu tả khoa học đầu tiên năm 1973.